# 列夏季夫
50°29′16″N 24°29′46″E / 50.48778°N 24.49611°E
列夏季夫（烏克蘭語：Лещатів），是烏克蘭西部的村莊，隸屬利維夫州的舍普季茨基區。該村面積1.32平方公里，海拔高度214米，2001年人口383，人口密度每平方公里290.15人。